# Suppasek Kaikaew
Suppasek Kaikaew (tiếng Thái: ศุภเสกข์ ไก่แก้ว, sinh ngày 12 tháng 12 năm 1986), trước đây là Pakin Kaikaew hay Ubon Kaikaew là một cầu thủ bóng đá người Thái Lan thi đấu ở vị trí tiền vệ tấn công cho Suphanburi.

## Sự nghiệp quốc tế
Vào tháng 10 năm 2014, Pakin ra mắt cho Thái Lan trước Trung Quốc.

### Quốc tế
Tính đến 12 tháng 11 năm 2015
| Đội tuyển quốc gia | Năm  | Số trận | Bàn thắng |
| ------------------ | ---- | ------- | --------- |
| Thái Lan           | 2014 | 1       | 0         |
| Thái Lan           | Tổng | 1       | 0         |

## Danh hiệu

### Câu lạc bộ
Chonburi
- Cúp Hiệp hội Bóng đá Thái Lan (1): 2010

Bangkok Glass
- Cúp Hiệp hội Bóng đá Thái Lan (1): 2014